# Jorge Lozano
Jorge Lozano (ur. 17 maja 1963 w San Luis Potosí) – meksykański tenisista, zwycięzca French Open 1988 i French Open 1990 w grze mieszanej, reprezentant w Pucharze Davisa.

## Kariera tenisowa
Jako zawodowy tenisista Lozano występował w latach 1986–1994.
Sukcesy odnosił głównie grze podwójnej, w której osiągnął 22 finały ATP World Tour, z których w 9 zwyciężył.
W 1988 i 1990 roku został mistrzem Rolanda Garrosa w grze mieszanej. Pierwszy tytuł wywalczył razem z Lori McNeil, a drugi z Arantxą Sánchez Vicario.
W latach 1981–1995 Lozano reprezentował Meksyk w Pucharze Davisa, rozgrywając łącznie 43 meczów, z których 20 wygrał.
W rankingu gry pojedynczej Lozano najwyżej był na 51. miejscu (12 września 1988), a w klasyfikacji gry podwójnej na 4. pozycji (22 sierpnia 1988).
W 2013 roku został kapitanem reprezentacji Meksyku w Pucharze Davisa.

### Finały w turniejach ATP World Tour
| Legenda                                      |
| -------------------------------------------- |
| Wielki Szlem                                 |
| Igrzyska olimpijskie                         |
| Tennis Masters Cup / ATP Finals              |
| ATP Masters Series / ATP Tour Masters 1000   |
| ATP International Series Gold / ATP Tour 500 |
| ATP International Series / ATP Tour 250      |

#### Gra mieszana (2–0)
| Końcowy wynik | Nr | Data            | Turniej            | Nawierzchnia | Partnerka               | Przeciwnicy                     | Wynik finału   |
| ------------- | -- | --------------- | ------------------ | ------------ | ----------------------- | ------------------------------- | -------------- |
| Zwycięzca     | 1. | 5 czerwca 1988  | French Open, Paryż | Ceglana      | Lori McNeil             | Brenda Schultz Michiel Schapers | 7:5, 6:2       |
| Zwycięzca     | 2. | 10 czerwca 1990 | French Open, Paryż | Ceglana      | Arantxa Sánchez Vicario | Nicole Provis Danie Visser      | 7:6(5), 7:6(8) |

#### Gra podwójna (9–13)
| Końcowy wynik | Nr  | Data                 | Turniej           | Nawierzchnia    | Partner            | Przeciwnicy                    | Wynik finału  |
| ------------- | --- | -------------------- | ----------------- | --------------- | ------------------ | ------------------------------ | ------------- |
| Finalista     | 1.  | 29 listopada 1987    | Itaparica         | Twarda          | Diego Pérez        | Sergio Casal Emilio Sánchez    | 2:6, 2:6      |
| Finalista     | 2.  | 6 marca 1988         | Indian Wells      | Twarda          | Todd Witsken       | Boris Becker Guy Forget        | 4:6, 4:6      |
| Finalista     | 3.  | 1 maja 1988          | Charleston        | Ceglana         | Todd Witsken       | Pieter Aldrich Danie Visser    | 6:7, 3:6      |
| Zwycięzca     | 1.  | 8 maja 1988          | Forest Hills      | Ceglana         | Todd Witsken       | Pieter Aldrich Danie Visser    | 6:3, 7:6      |
| Zwycięzca     | 2.  | 15 maja 1988         | Rzym              | Ceglana         | Todd Witsken       | Anders Järryd Tomáš Šmíd       | 6:3, 6:3      |
| Zwycięzca     | 3.  | 10 lipca 1988        | Boston            | Ceglana         | Todd Witsken       | Bruno Orešar Jaime Yzaga       | 6:2, 7:5      |
| Finalista     | 4.  | 24 lipca 1988        | Waszyngton        | Twarda          | Todd Witsken       | Rick Leach Jim Pugh            | 3:6, 7:6, 2:6 |
| Zwycięzca     | 4.  | 31 lipca 1988        | Stratton Mountain | Twarda          | Todd Witsken       | Pieter Aldrich Danie Visser    | 6:3, 7:6      |
| Finalista     | 5.  | 27 listopada 1988    | Itaparica         | Twarda          | Todd Witsken       | Sergio Casal Emilio Sánchez    | 6:7, 6:7      |
| Zwycięzca     | 5.  | 16 kwietnia 1989     | Rio de Janeiro    | Dywanowa        | Todd Witsken       | Patrick McEnroe Tim Wilkison   | 2:6, 6:4, 6:4 |
| Zwycięzca     | 6.  | 12 listopada 1989    | Sztokholm         | Dywanowa (hala) | Todd Witsken       | Rick Leach Jim Pugh            | 6:3, 5:7, 6:3 |
| Finalista     | 6.  | 26 listopada 1989    | Itaparica         | Twarda          | Todd Witsken       | Rick Leach Jim Pugh            | 2:6, 6:7      |
| Zwycięzca     | 7.  | 4 marca 1990         | Rotterdam         | Dywanowa (hala) | Leonardo Lavalle   | Diego Nargiso Nicolás Pereira  | 6:3, 7:6      |
| Finalista     | 7.  | 22 lipca 1990        | Waszyngton        | Twarda          | Todd Witsken       | Grant Connell Glenn Michibata  | 3:6, 7:6, 2:6 |
| Finalista     | 8.  | 21 października 1990 | Wiedeń            | Dywanowa (hala) | Todd Witsken       | Udo Riglewski Michael Stich    | 4:6, 4:6      |
| Finalista     | 9.  | 10 listopada 1991    | São Paulo         | Twarda          | Cássio Motta       | Andrés Gómez Jaime Oncins      | 5:7, 4:6      |
| Zwycięzca     | 8.  | 22 marca 1992        | Casablanca        | Ceglana         | Horacio de la Peña | Ģirts Dzelde T.J. Middleton    | 2:6, 6:4, 7:6 |
| Finalista     | 10. | 28 lutego 1993       | Meksyk            | Ceglana         | Horacio de la Peña | Leonardo Lavalle Jaime Oncins  | 6:7, 4:6      |
| Finalista     | 11. | 8 sierpnia 1993      | Praga             | Ceglana         | Jaime Oncins       | Hendrik Jan Davids Libor Pimek | 3:6, 6:7      |
| Finalista     | 12. | 3 października 1993  | Palermo           | Ceglana         | Juan Garat         | Sergio Casal Emilio Sánchez    | 3:6, 3:6      |
| Zwycięzca     | 9.  | 10 października 1993 | Ateny             | Ceglana         | Horacio de la Peña | Royce Deppe John Sullivan      | 3:6, 6:1, 6:2 |
| Finalista     | 13. | 16 stycznia 1994     | Dżakarta          | Twarda          | Jim Pugh           | Neil Borwick Jonas Björkman    | 4:6, 1:6      |